# Rajko Brežančić
Rajko Brežančić (in serbo Рајко Брежанчић?; Vlasenica, 21 agosto 1989) è un calciatore serbo, difensore del Bežanija.

## Biografia
Sul luogo di nascita le fonti discordano: altre infatti indicano Belgrado, altre Vlasenica.

## Carriera

### Nazionale
Ha segnato una rete in 8 presenze con la nazionale Under-21 serba.

## Palmarès

### Club

#### Competizioni nazionali
- Coppa di Serbia: 2

Partizan: 2008-2009
Čukarički: 2014-2015
- Campionato serbo: 2

Partizan: 2008-2009, 2009-2010